# Zeche Vereinigte Sälzer & Neuack
Die Zeche Vereinigte Sälzer & Neuack war ein Steinkohlen-Bergwerk im Essener Westviertel.

## Geschichte
Im Grubenfeld dieser Zeche ist bereits im 17. Jahrhundert Bergbau betrieben worden. 1623 wurde ein Stollen Sälzer in Altendorf erwähnt, der in diesem Lehensfeld die lukrativste Zeche darstellte.
1735 wurde ein neuer Stollen mit Namen Neuaak oder auch Neuack (Aak = Akeldruft) vorgetrieben. 1766 wurde der Grubenfeldbesitz Sälzer in Form einer bergrechtlichen Gewerkschaft zusammengefasst. 1806 erfolgte die Konsolidation von Sälzer und Neuaak zur Gewerkschaft Vereinigte Sälzer & Neuack.
Der Zeche stand als Grubenvorstand und Lehnsherr Carl Isaac Arnold Huyssen vor, der später Ratsherr der Stadt Essen wurde. Er ließ ab 1807 mehrere seigere (=senkrechte) Schächte abteufen, um die Kohlenvorräte in größeren Abbautiefen gewinnen zu können.
Die Zeche war somit die erste Essener Zeche, die im Tiefbau arbeitete. Als technischer Direktor fungierte Franz Dinnendahl. Er führte auf der Zeche Ver. Sälzer & Neuack diverse technische Neuheiten ein. Die erste Förderdampfmaschine im Ruhrbergbau, das erste eiserne Förderseil, wie auch die ersten eisernen Grubenschienen wurden auf den Schächten Arnold, Josina und später Waldthausen eingesetzt. 1816 wurde mit einer Koksbrennerei die erste technische Kokerei des Ruhrgebietes in Betrieb genommen.
1843 wurde an der Altendorfer Straße in der Nähe der wachsenden Krupp-Gussstahlfabrik 1846 ein Maschinenschacht abgeteuft. Er ging 1846 unter dem Namen Huyssen in Betrieb. Ab 1843 wurde im nördlich in Bergeborbeck anschließenden Feld Amalie die Anschlusszeche Amalie errichtet. Wegen günstiger Lagerstättenverhältnisse wurde dieser Schacht als eigenständige Zeche in Form einer selbstständigen Gewerkschaft fortgeführt. Die Kokerei wurde 1851 auf Bienenkorböfen und 1867 auf Maschinenöfen umgerüstet und erweitert.
1863 bis 1866 wurde neben Schacht Huyssen der Schacht Schmits niedergebracht. Nach dessen Fertigstellung wurden die ältesten Tiefbauschächte endgültig stillgelegt. Die Tagesanlagen Huyssen/Schmits wurden erneuert; es wurden über beiden Schächten Malakow-Türme errichtet. Ab 1870 bestand ein Kooperationsvertrag mit der Friedrich Krupp AG zur Versorgung der Gussstahlwerke mit Kohle und Koks.
1889 erwarb die Friedrich Krupp AG die Kuxenmehrheit an der Gewerkschaft Ver. Sälzer & Neuack. 1901 wurde die Gesellschaft komplett aufgekauft. Schacht Huyssen erhielt ein neuartiges Fördergerüst der Bauart Klönne. Die Zeche förderte 1925 650.000 Tonnen Kohle bei einer Kokserzeugung von 420.000 Tonnen pro Jahr. 1927 wurde der Zechenbesitz in die Friedrich Krupp AG Bergwerke Essen überführt.
Unter der Regie dieses Unternehmens erfolgte 1934 die Auflösung der benachbarten Zeche Ver. Helene und Amalie. Während die Zeche Helene als eigenständige Förderanlage fortgeführt wurde, schlossen sich die Zeche Amalie und Vereinigte Sälzer & Neuack zu der Zeche Sälzer-Amalie zusammen. Unter diesem Namen wurden die Schächte fortan betrieben.

## Heutiger Zustand
Nach Stilllegung der Zeche Sälzer-Amalie 1966 wurde die alte Schachtanlage Huyssen/Schmits komplett abgeräumt. Auf dem Gelände an der Altendorfer Straße befindet sich heute das Essener Finanzamt.